# Гриффин, Дженнифер
Дже́ннифер Гри́ффин (англ. Jennifer Griffin, 1969) — американская журналистка.

## Биография
Дженнифер Гриффин родилась в 1969 году в семье партнёра юридической фирмы Джона В. Гриффин и его жены — директора производства Кэролин Дж. Гриффин.
В 1992 году Дженнифер окончила «Гарвардский университет», получив степень бакалавра в области сравнительной политологии и вскоре начала свою журналистскую карьеру.
С октября 1994 года Дженнифер замужем за журналистом Грегом Майр. У супругов есть трое детей, двое дочерей и сын — Аннализ Майр, Амелия Майр и Люк Майр (род. в сентябре 2009) .
Дженнифер обнаружила «кусок» в то время как кормила своего новорожденного сына Люка в сентябре 2009 года и вскоре была диагностирована с 3-й стадией рака молочной железы. После диагностирования болезни в запущенной стадии, Гриффин временно покинула эфир. Пройдя курс лечения, который включал в себя химиотерапию и двойную мастэктомию, она вернулась к работе в августе 2010 года.